# Cantonul Saint-Maixent-l'École-2
Cantonul Saint-Maixent-l'École-2 este un canton din arondismentul Niort, departamentul Deux-Sèvres, regiunea Poitou-Charentes, Franța.

## Comune
| Comune                        | Populație (1999) | Cod poștal | Cod INSEE |
| ----------------------------- | ---------------- | ---------- | --------- |
| Exireuil                      | 1.588            | 79400      | 79114     |
| Nanteuil                      | 1.668            | 79400      | 79189     |
| Romans                        | 728              | 79260      | 79231     |
| Sainte-Eanne                  | 667              | 79800      | 79246     |
| Saint-Maixent-l'École         | 3.256 (*)        | 79400      | 79270     |
| Saint-Martin-de-Saint-Maixent | 1.086            | 79400      | 79276     |
| Sainte-Néomaye                | 1.295            | 79260      | 79283     |
| Souvigné                      | 867              | 79800      | 79319     |